# Championnat d'Australie de football 2013-2014
Navigation
Saison précédente Saison suivante
La saison 2013-2014 du Championnat d'Australie de football est la 38e édition du championnat de première division en Australie et la 9e sous l'appellation A-League. 
La A-League regroupe neuf clubs du pays (plus une formation néo-zélandaise, les Wellington Phoenix) au sein d'une poule unique, où ils s'affrontent trois fois au cours de la saison. À la fin de la compétition, les six premiers du classement disputent la phase finale (Finals series) pour le titre. Le championnat fonctionne avec un système de franchises, comme en Nouvelle-Zélande ou en Major League Soccer; il n'y a donc ni promotion, ni relégation en fin de saison.
C'est le club de Brisbane Roar qui est sacré cette saison après son succès lors de la finale nationale face aux Western Sydney Wanderers FC. Il s'agit du second titre de champion d'Australie de l'histoire du club après celui acquis en 2011.

## Les 10 clubs participants
| \| Adelaide United Brisbane Roar Central Coast Mariners Melbourne City Melbourne Victory Newcastle Jets Perth Glory Sydney FC Wellington Phoenix WS Wanderers \| Les dix clubs de l'édition 2013-2014. |
| Adelaide United Brisbane Roar Central Coast Mariners Melbourne City Melbourne Victory Newcastle Jets Perth Glory Sydney FC Wellington Phoenix WS Wanderers                                             |

| Club                          | Ville      | État                   | Entraîneur       | Stade                                                   | Capacité |
| ----------------------------- | ---------- | ---------------------- | ---------------- | ------------------------------------------------------- | -------- |
| Adélaïde United Football Club | Adélaïde   | Australie-Méridionale  | Josep Gombau     | Hindmarsh Stadium                                       | 17 000   |
| Brisbane Roar FC              | Brisbane   | Queensland             | Mike Mulvey      | Suncorp Stadium                                         | 52 500   |
| Central Coast Mariners FC     | Gosford    | Nouvelle-Galles du Sud | Graham Arnold    | Bluetongue Stadium                                      | 20 129   |
| Melbourne Heart               | Melbourne  | Victoria               | John Aloisi      | AAMI Park                                               | 31 050   |
| Melbourne Victory             | Melbourne  | Victoria               | Ange Postecoglou | AAMI Park Etihad Stadium                                | 31 050   |
| Newcastle United Jets FC      | Newcastle  | Nouvelle-Galles du Sud | Gary van Egmond  | EnergyAustralia Stadium Port Macquarie Regional Stadium | 26 164   |
| Perth Glory                   | Perth      | Australie-Occidentale  | Alistair Edwards | NIB Stadium                                             | 20 500   |
| Sydney FC                     | Sydney     | Nouvelle-Galles du Sud | Frank Farina     | Sydney Football Stadium                                 | 45 500   |
| Wellington Phoenix            | Wellington | Nouvelle-Zélande       | Ernie Merrick    | Westpac Stadium                                         | 36 000   |
| Western Sydney Wanderers FC   | Sydney     | Nouvelle-Galles du Sud | Tony Popović     | Parramatta Stadium                                      | 21 487   |

## Changements d'entraîneurs en cours de saison
| Équipe                        | Équipe | Entraîneur partant | Date de départ  | Nature du départ | Remplacé par  | Date d'entrée en fonction |
| ----------------------------- | ------ | ------------------ | --------------- | ---------------- | ------------- | ------------------------- |
| Adélaïde United Football Club | 4e     | John Kosmina       | 28 janvier 2013 | Démission        | Josep Gombau  | 30 avril 2013             |
| Wellington Phoenix            | 10e    | Ricki Herbert      | 26 février 2013 | Démission        | Ernie Merrick | 20 mai 2013               |

## Staff et sponsors
| Équipe                        | Entraîneur           | Capitaine          | Équipementier | Sponsor principal |
| ----------------------------- | -------------------- | ------------------ | ------------- | ----------------- |
| Adélaïde United Football Club | Josep Gombau (en)    | Eugene Galeković   | Kappa         | Solarshop         |
| Brisbane Roar FC              | Mike Mulvey (en)     | Matt Smith         | Puma          | The Coffee Club   |
| Central Coast Mariners FC     | Graham Arnold        | John Hutchinson    | Kappa         | Masterfoods       |
| Melbourne Heart               | John Aloisi          | Fred               | Kappa         | Westpac           |
| Melbourne Victory             | Ange Postecoglou     | Adrian Leijer      | Adidas        | Adecco            |
| Newcastle United Jets FC      | Gary van Egmond (en) | Ruben Zadkovich    | ISC           | Hunter Ports      |
| Perth Glory FC                | Alistair Edwards     | Jacob Burns        | Macron        | QBE Insurance     |
| Sydney FC                     | Frank Farina         | Terry McFlynn (en) | Adidas        | Webjet            |
| Wellington Phoenix            | Ernie Merrick        | Andrew Durante     | Adidas        | Sony              |
| Western Sydney Wanderers FC   | Tony Popovic         | Michael Beauchamp  | Nike          | NRMA Insurance    |

## Compétition

### Phase régulière
| Rang | Équipe                   | Pts | J  | G  | N | P  | Bp | Bc | Diff |
| ---- | ------------------------ | --- | -- | -- | - | -- | -- | -- | ---- |
| 1    | Brisbane Roar            | 52  | 27 | 16 | 4 | 7  | 43 | 25 | +18  |
| 2    | Western Sydney Wanderers | 42  | 27 | 11 | 9 | 7  | 34 | 29 | +5   |
| 3    | Central Coast MarinersT  | 42  | 27 | 12 | 6 | 9  | 33 | 36 | -3   |
| 4    | Melbourne Victory        | 41  | 27 | 11 | 8 | 8  | 42 | 43 | -1   |
| 5    | Sydney FC                | 39  | 27 | 12 | 3 | 12 | 40 | 38 | +2   |
| 6    | Adelaide United          | 38  | 27 | 10 | 8 | 9  | 45 | 36 | +9   |
| 7    | Newcastle Jets           | 36  | 27 | 10 | 6 | 11 | 34 | 34 | 0    |
| 8    | Perth Glory              | 28  | 27 | 7  | 7 | 13 | 28 | 37 | -9   |
| 9    | Wellington Phoenix       | 28  | 27 | 7  | 7 | 13 | 36 | 51 | -15  |
| 10   | Melbourne Heart          | 26  | 27 | 6  | 8 | 13 | 36 | 42 | -6   |

|  | Qualification pour la Ligue des champions de l'AFC 2015 et la phase finale                         |
|  | Qualification pour le tour préliminaire de la Ligue des champions de l'AFC 2015 et la phase finale |
|  | Qualification pour la phase finale                                                                 |
|  | T : tenant du titre                                                                                |

Attribution des points : victoire : 3, match nul : 1, défaite : 0.

### Phase finale
|  | Quarts de finale       | Quarts de finale         |                   |   | Demi-finales       | Demi-finales |  |  | Finale | Finale |
|  | Quarts de finale       | Quarts de finale         |                   |   | Demi-finales       | Demi-finales |  |  | Finale | Finale |
|  |                        |                          |                   |   |                    |              |  |  |        |        |
|  |                        |                          |                   |   |                    |              |  |  |        |        |
|  |                        |                          |                   |   |                    |              |  |  |        |        |
|  | Brisbane Roar          | 1                        |                   |   |                    |              |  |  |        |        |
|  | Brisbane Roar          | 1                        | Melbourne Victory | 2 |                    |              |  |  |        |        |
|  | Melbourne Victory      | 0                        | Melbourne Victory | 2 |                    |              |  |  |        |        |
|  | Melbourne Victory      | 0                        | Sydney FC         | 1 |                    |              |  |  |        |        |
|  |                        |                          | Sydney FC         | 1 | Brisbane Roar a.p. | 2            |  |  |        |        |
|  |                        |                          |                   |   | Brisbane Roar a.p. | 2            |  |  |        |        |
|  |                        | Western Sydney Wanderers | 1                 |   |                    |              |  |  |        |        |
|  | Central Coast Mariners | Western Sydney Wanderers | 1                 | 1 |                    |              |  |  |        |        |
|  | Central Coast Mariners | Western Sydney Wanderers | 2                 | 1 |                    |              |  |  |        |        |
|  | Adelaide United        | Western Sydney Wanderers | 2                 | 0 |                    |              |  |  |        |        |
|  | Adelaide United        | Central Coast Mariners   | 0                 | 0 |                    |              |  |  |        |        |
|  |                        | Central Coast Mariners   | 0                 |   |                    |              |  |  |        |        |

## Bilan de la saison
| Championnat d'Australie de football 2013-2014                        |                                   |
| Champion                                                             | Brisbane Roar (2e titre)          |
| Qualifications continentales                                         |                                   |
| Ligue des champions de l'AFC 2015                                    | Brisbane Roar                     |
| Ligue des champions de l'AFC 2015                                    | Western Sydney Wanderers FC       |
| Ligue des champions de l'AFC 2015                                    | Central Coast Mariners (barrages) |
| Promotions et relégations                                            |                                   |
| Promus en Championnat d'Australie de football                        | Aucun                             |
| Relégués en Championnat d'Australie de football de deuxième division | Aucun                             |